# Antonio de Olaguer y Feliú
Antonio de Olaguer y Feliú   (Villafranca del Bierzo, 1742 - Madrid, 1813) fou un militar i polític espanyol, que va servir a Amèrica com a cinquè governador de Montevideo i virrei del Riu de la Plata.

Escut d'armes de Antonio Olaguer Feliú, Virrei del Riu de la Plata.

Va ser enviat com a especialista militar a Buenos Aires, durant la governació de Pedro de Cevallos. Va participar en la batalla de Colonia del Sacramento contra els portuguesos. El 1783 va ser nomenat inspector militar. També va ocupar els càrrecs de governador de Montevideo entre el 2 d'agost de 1790 i l'11 de febrer de 1797, i de virrei del Riu de la Plata entre 1797 i maig de 1799.
Durant el temps que va viure a Amèrica, es va enfrontar a les tropes britàniques que volien controlar les possessions colonials d'Espanya. Quan va tornar a Europa, va ser nomenat Secretari de Guerra pel rei Carles IV.